# Makrokylindrus jubatus
Makrokylindrus jubatus är en kräftdjursart som beskrevs av Gamo 1988. Makrokylindrus jubatus ingår i släktet Makrokylindrus och familjen Diastylidae. Inga underarter finns listade i Catalogue of Life.